# バッド・ルーテナント (バンド)
バッド・ルーテナント（Bad Lieutenant）は、2007年に結成されたイギリスのオルタナティヴ・ロック・バンド。
事実上解散状態にあったニュー・オーダーだが、バーナード・サムナーは新バンドのバッド・ルーテナントを2007年に結成し、2009年に活動を再開した。このバンドはニュー・オーダーのフロントマンのバーナード・サムナーとギタリストのフィル・カニンガム、無名の新人ジェイク・エヴァンスの3人がメンバー。アルバム製作には、ブラーのアレックス・ジェームスやジョイ・ディヴィジョン時代からのメンバースティーヴン・モリスも参加した。

## メンバー

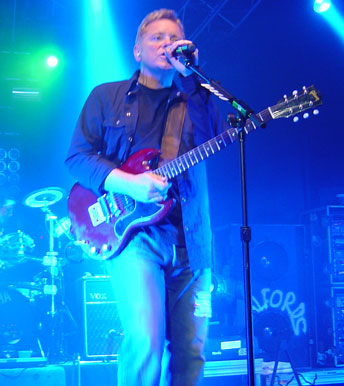
バーナード・サムナー

- バーナード・サムナー
- フィル・カニンガム
- ジェイク・エヴァンス

## ディスコグラフィ

### アルバム
- ネヴァー・クライ・アナザー・ティアー Never Cry Another Tear(2009)

### シングル
- シンク・オア・スイム Never Cry Another Tear(2009)

## 参照
- 新生ニュー・オーダー!? バーニーの新バンド、バッド・ルーテナント
- ニュー・オーダーのバーニー率いるバッド・ルーテナント、デビュー作の日本発売が決定
- もう涙は流さない、ニュー・オーダーからバッド・ルーテナント誕生
- 新生ニュー・オーダー、その名はバッド・ルーテナント